# Mount Gauss
Mount Gauss är ett berg i Antarktis. Det ligger i Östantarktis. Nya Zeeland gör anspråk på området. Toppen på Mount Gauss är 1 043 meter över havet, eller 190 meter över den omgivande terrängen. Bredden vid basen är 1,8 km.
Terrängen runt Mount Gauss är huvudsakligen kuperad, men den allra närmaste omgivningen är bergig. Trakten är obefolkad. Det finns inga samhällen i närheten.